# Indian Springs Village
Indian Springs Village is een plaats (town) in de Amerikaanse staat Alabama, en valt bestuurlijk gezien onder Shelby County.

## Demografie
Bij de volkstelling in 2000 werd het aantal inwoners vastgesteld op 2225.
In 2006 is het aantal inwoners door het United States Census Bureau geschat op 2464, een stijging van 239 (10,7%).

## Geografie
Volgens het United States Census Bureau beslaat de plaats een oppervlakte van
9,4 km², geheel bestaande uit land.

## Plaatsen in de nabije omgeving
De onderstaande figuur toont de plaatsen in een straal van 16 km rond Indian Springs Village.